# Toshiko Takaezu
Toshiko Takaezu   (Pepeekeo, 17 de juny de 1922 - Honolulu, 9 de març de 2011) va ser una ceramista i pintora estatunidenca.

## Biografia
Filla de pares immigrants japonesos, Takaezu va néixer a Pepeekeo, Hawaii, el 17 de juny de 1922. Va traslladar-se a Honolulu el 1940, on va treballar al gremi de ceramistes de Hawaii reproduint peces idèntiques a partir de motlles de premsa. Detestava produir centenars de peces idèntiques però per altra banda li agradava poder practicar el procés de l'esmaltat. Takaezu assistia a classe els dissabtes a la Museu d'Art d'Honolulu School (1947–1949) i posteriorment va anar a la Universitat d'Hawaii (1948-1951) on va ser alumna de Claude Horan. De 1951 a 1954, va continuar els seus estudis a la Cranbrook Academy of Art a Bloomfield Hills, Michigan (1951), on es va fer amiga de la ceramista finlandesa Maija Grotell, que acabaria sent la seva mentora. Takaezu va guanyar un premi després del seu primer any d'estudis, reconeixent-la com a estudiant excepcional del departament de ceràmica.
El 1955, Takaezu va viatjar al Japó, on va estudiar el budisme zen, la cerimònia del te i les tècniques tradicionals de la ceràmica japonesa que influenciarien la seva obra. Mentre estudiava al Japó, va treballar amb Kaneshige Toyo i va visitar Shoji Hamada, ambdós ceramistes japonesos influents.
Va donar classes a diverses universitats i escoles d'art: Cranbrook Educational Community, Bloomfield Hills, Michigan; Universitat de Wisconsin, Madison, Wisconsin; Cleveland Institute of Art, Cleveland, Ohio (10 anys); Honolulu Academy of Arts, Honolulu, Hawaii; i a la Universitat de Princeton, Nova Jersey (1967–1992), on li va ser atorgat un doctorat honorífic.
Es va jubilar el 1992 per dedicar-se a la seva obra. Vivia i treballava a la secció Quakertown de Franklin Township, Comtat de Hunterdon, Nova Jersey, a unes 30 milles al nord-oest de Princeton. També va realitzar moltes de les seves escultures més grans a la Universitat de Skidmore a Saratoga Springs, Nova York.
En les primeres etapes de la seva carrera Toshiko Takaezu es va dedicar principalment a fer peça utilitària a torn. Més tard va començar a fer escultures abstractes sobre les que abocava esmalts o traçava pinzellades amb una gran llibertat. A inicis dels 70, en un període en què no tenia forn, va dedicar-se també a pintar sobre tela.
Takaezu va morir el 9 de març de 2011 a Honolulu, després de patir una embòlia el maig de 2010.
El 2015 es va crear la Toshiko Takaezu Foundation per mantenir viu el seu llegat artístic.

## Obra
Takaezu vivia la vida amb un sentit d'integritat i comunió amb la naturalesa; tot el que feia anava orientat a ser millor i a descobrir-se a ella mateixa. Creia que la ceràmica implicava un procés d'auto-revelació. Una vegada va comentar: "En el meu dia a dia no veig cap diferència entre fer peces, cuinar i cultivar verdures... No puc viure sense treballar el fang... Em dona respostes per viure." Amb "la forma closa", tancant del tot les seves peces, va crear la seva obra més característica assolint la seva identitat com a artista. Les seves formes ceràmiques recorden cors humans i torsos, formes cilíndriques tancades i esferes enormes que ella anomenava “llunes”. Abans de tancar les formes, solia deixar caure un gra d'argila embolicat en paper al seu interior, de manera que les peces dringaven en moure-les.
En una ocasió en què el gobernador d'Okinawa, Chobyo Yara, va preguntar-li què era el més important en les seves peces, ella va respondre que era l'espai interior que contenia només aire, perquè malgrat no podia ser vist també formava part de la peça. Relacionava això a la idea que el que és més important d'una persona és al seu interior.

## Exposicions
- 1955: University of Wisconsin, Madison, Wisconsin
- 1959, 1961: Cleveland Institute of Art, Cleveland, Ohio
- 1961: Peabody College for Teachers, Nashville, Tennessee
- 1965: Gallery 100, Princeton, New Jersey
- 1971: Lewis and Clark College, Portland, Oregon
- 1975, 1985: Florida Junior College, Jacksonville, Florida
- 1987: Hale Pulamamau, Kuakini Hospital, Honolulu, Hawaii
- 1989: Montclair Art Museum, Montclair, New Jersey
- 1989: University of Bridgeport, Bridgeport, Connecticut

També va participar en diverses exposicions col·lectives per tot Estats Units i a nivell internacional en països com Bèlgica, Txecoslovàquia, Japó, i Suïssa.

## Condecoracions i premis
Takaezu va rebre moltes condecoracions i premis per la seva obra:
- 1952: McInerny Foundation grant
- 1964: Tiffany Foundation grant
- 1980: National Endowment for the Arts fellowship
- 1983: Dickinson College Arts Award[11]
- 1987: Living Treasure Award (Honolulu, HI)

## Col·leccions
Molta obra de Takaezu es troba en col·leccions privades i en col·leccions institucionals, així com a diverses col·leccions públiques dels Estats Units:
- Addison Gallery of American Art, Andover, Massachusetts
- Allentown Art Museum, Allentown, Pennsylvania
- Arizona State University, Tempe, Arizona
- Baltimore Museum of Art, Baltimore, Maryland
- Bloomsburg University, Bloomsburg, Pennsylvania
- Butler Institute of American Art, Youngstown, Ohio
- Canton Museum of Art, Canton, Ohio
- Cleveland Museum of Art, Cleveland, Ohio
- Currier Museum of Art, Manchester, New Hampshire
- Detroit Institute of Arts, Detroit, Michigan
- Fine Arts Museums of San Francisco, San Francisco, California
- Frances Young Tang Teaching Museum and Art Gallery, Skidmore College, Saratoga Springs, New York
- Hunterdon Art Museum, Clinton, New Jersey
- Grounds for Sculpture, Hamilton, New Jersey
- Hawaii State Art Museum, Honolulu, Hawaii
- High Museum of Art, Atlanta, Georgia,
- Museu d'Art d'Honolulu, Honolulu, Hawaii
- Kresge Art Museum, Michigan State University, East Lansing, Michigan
- Los Angeles County Museum of Art, Los Angeles, California
- Metropolitan Museum of Art, New York, New York
- Museum of Arts and Design, New York, New York
- Museum of Fine Arts, Boston, Massachusetts
- Museum of Fine Arts, Houston, Texas
- Newark Museum, Newark, New Jersey
- New Jersey State Museum, Trenton, New Jersey
- Philadelphia Museum of Art, Philadelphia, Pennsylvania
- Racine Art Museum, Racine, Wisconsin
- Seattle Art Museum, Seattle, Washington[12][13]
- Smithsonian American Art Museum, Washington, D.C.
- Toledo Museum of Art, Toledo, Ohio
- University Art Museum, Albany, New York
- University of Hawaii at Hilo, Hawaii
- University of New Hampshire, Durham, New Hampshire
- Zanesville Museum of Art, Zanesville, OH